# Helen Battle
Helen Irène Battle (31 août 1903 - 17 juin 1994 ) était une ichtyologiste et biologiste marine canadienne pionnière. Elle a été la première Canadienne à obtenir un doctorat en biologie marine. Battle était également l'une des premières zoologistes chercheuse en laboratoire, (plutôt qu'à des recherches sur le terrain). En 1972, lui a été accordé l'honneur de professeur émérite en zoologie par l'Université Western Ontario.
Née à London (province de l'Ontario au Canada), elle a obtenu un baccalauréat (1923) et une maîtrise (1924) de l'Université Western Ontario (Western University). Battle n'avait que 16 ans lorsqu'elle a commencé ses études universitaires. Sa thèse de maîtrise portait sur le domaine de l'embryologie du poisson. Elle a complété son doctorat à l'Université de Toronto en 1928 sous la supervision d'Archibald G. Huntsman - et fut la première femme au Canada à obtenir un doctorat en biologie marine.
Entre 1929 et 1967, Battle était professeure à l'Université Western à London dans l'Ontario. Sa carrière en éducation de plus de cinquante ans, et 4 500 étudiant(es), traitait de sujets tels que l'embryologie de la vie marine et la méthodologie d'enseignement,. Au cours de son mandat, la professeure Battle s'est battue pour améliorer le rôle des femmes dans les universités et les a encouragées à étudier les sciences et à poursuivre des études supérieures.
En 1956, Battle devient chef par intérim du département de zoologie de l'Université Western, où elle joue un rôle important dans le design et la création du bâtiment du département de biologie et de géologie de l'Université. Même après sa retraite en 1967, Battle a trouvé des façons novatrices d'enseigner. Elle a été l'une des premières éducatrices à utiliser la télévision, en enregistrant une série de conférences vidéos pour le Centre des sciences naturelles.
Ses recherches comprenaient l'examen de l'impact des polluants sur la vie marine et l'eau potable grâce à l'analyse d'œufs de poisson fécondés. Elle a été l'une des premières zoologistes à appliquer activement des méthodes de recherche en laboratoire aux problèmes marins, notamment des méthodes d'histologie et de physiologie. Elle a également été la première à utiliser des œufs de poisson pour étudier les effets de substances cancérigènes sur le développement cellulaire Elle a publié 37 articles de recherche entre 1926 et 1973, plusieurs de ses articles sont illustrés avec ses propres dessins,.
Cofondatrice de la Société canadienne des zoologistes (CSZ) en 1961, elle a servi comme présidente entre 1962 et 1963,. 

## Récompenses et distinctions
Récipiendaire de la Médaille du centenaire du Canada (1967), d'un doctorat honorifique en droit de Western (1971) ainsi qu'un doctorat en sciences de l'Université Carleton (Ottawa). Elle a reçu la médaille FEJ Fry de la Société canadienne des zoologistes en 1977, devenant ainsi la première femme récipiendaire,. Elle était membre honoraire de l'Association nationale des professeurs de biologie.
Elle est la première femme à obtenir un doctorat en biologie marine au Canada.
En 1991 la Société canadienne des zoologistes a créé le prix « Helen Irène Battle » en son honneur.